# Pont del Diable (Figuerola del Camp)
El Pont del Diable és una obra de Figuerola del Camp (Alt Camp) protegida com a bé cultural d'interès local.

## Descripció
El Pont del Diable és una construcció d'un sol arc que permet passar d'un costat a l'altre del torrent dels Masos.
La construcció, d'un sol arc de punt rodó, realitzada amb pedra seca sense escairar, es recolza a banda i banda sobre la roca dels marges del torrent. El pont fa uns 18 metres de llarg i té una amplada de 0,80 m aproximadament. L'ull del pont fa uns 7 metres i l'alçaria total és de 7,50 m.